# Mendel Hess
Mendel Hess, auch Mendel Heß, (geboren am 17. März 1807 in Lengsfeld, gestorben am 21. September 1871 in Eisenach) war ein Rabbiner und Autor. Er war von 1839 bis 1848 Herausgeber der Wochenzeitung Der Israelit des neunzehnten Jahrhunderts.

## Leben
Mendel Hess wurde 1807 in Lengsfeld im Großherzogtum Sachsen-Weimar-Eisenach als Sohn des Rabbiners Isaac Hess Kugelmann (1762–1827) und dessen Frau Beile, geborene Rothschild, geboren. Die Stadt war im 18. und frühen 19. Jahrhundert Mittelpunkt des jüdischen Lebens in der vorderen Rhön – hier lebten etwa 800 jüdische Bürger. Hess’ älterer Bruder Michael (1782–1860) war Pädagoge an der Philanthropin in Frankfurt am Main.
1824 begann er das Studium der Orientalistik an der Universität Würzburg, das er 1827 abschloss. Anschließend kehrte er nach Lengsfeld zurück, wo er 1829 das Rabbinat seines Vaters übernahm. An der Universität Jena promovierte er am 5. November 1829. Als Rabbiner versucht er die Kultusreform durchzusetzen. 1835 trat er dem von Abraham Geiger gegründeten Verein jüdischer Gelehrter bei.
Im Jahr 1836  heiratete er Henriette Heß, die Tochter des Breslauer Kaufmanns Siegmund Heß.
Seine reformerischen Ideen publizierte er ab 1839 in der Zeitschrift Der Israelit des neunzehnten Jahrhunderts. Zwischen 1844 und 1846 war er Teilnehmer an den Rabbiner-Konferenzen in Braunschweig, Frankfurt am Main und Breslau.